# A' (álbum)
A' es un álbum pop japonés de la banda Afrirampo, con sede en Osaka, lanzado en 2004 por el sello Acid Mothers Temple, que contiene temas previamente autoeditados y versiones alternativas de temas que aparecieron originalmente en el lanzamiento A de la banda. Las pistas fueron producidas por Kawabata Makoto y remasterizadas digitalmente por Yoshida Tatsuya de Ruins.
El álbum fue lanzado como un Enhanced CD conteniendo un video de clips de presentaciones en vivo y una foto de la banda, limitado a 1000 copias.

## Lista de canciones
| N.º | Título                                               | Duración |  |
| 1.  | «Afrirampo» (あふりらんぽのおとをきけ)               | 0:43     |  |
| 2.  | «Dodododo» (ドドドド)                                | 3:28     |  |
| 3.  | «Oni Pika Heart» (オニピカハート)                    | 2:11     |  |
| 4.  | «I Love You» (愛してる)                              | 8:37     |  |
| 5.  | «I Can't Let You Go Home» (あかんここままかえさない) | 2:47     |  |
| 6.  | «Father Mother» (父母)                               | 1:14     |  |
| 7.  | «Afrirampo» (あふりらんぽ)                           | 3:18     |  |
| 8.  | «女 (Kunoichi)» (雪景色)                             | 16:14    |  |

## Personal
- Oni: voz, guitarra
- Pikacyu: voz, batería

### Personal técnico
- Producido por Afrirampo
- Productor ejecutivo: Kawabata Makoto